# David Hobbs
Pour les articles homonymes, voir Hobbs.
David Wishart Hobbs, né le 9 juin 1939 à Royal Leamington Spa est un pilote automobile anglais. 

## Carrière
Sa carrière s'est étalée de 1960 (Lotus Elite 14) à 1990 (Spice SE90C).
Il a notamment participé à six courses de Formule 1 entre 1967 et 1974 et aux 24 Heures du Mans entre 1962 et 1989, et il a obtenu le titre SCCA continental de F5000 US en 1971 sur McLaren M10B, avec 5 victoires durant la saison (à Laguna Seca, Seattle, Road America, Edmonton et Lime Rock).
En 1973, il fait une saison complète de CanAm (2e à Watkins Glen, sur McLaren M20). 
En 1984, il est encore deuxième des 1 000 kilomètres du Nürburgring avec Thierry Boutsen, troisième des 24 Heures de Daytona avec Bundy et Tullius, et deuxième des 500 miles Road America avec Bruce Leven. 
Son dernier podium notable est une deuxième place en 1985, lors des 500 kilomètres de Mid-Ohio avec Bob Wollek.

## Résultats en championnat du monde de Formule 1
| Saison | Écurie               | Châssis      | Moteur      | Pneus     | GP disputés | Points inscrits | Classement |
| ------ | -------------------- | ------------ | ----------- | --------- | ----------- | --------------- | ---------- |
| 1967   | Bernard White Racing | BRM P261     | BRM V8      | Goodyear  | 2           | 0               | n.c.       |
| 1968   | Honda Racing         | Honda RA 301 | Honda V12   | Firestone | 1           | 0               | n.c.       |
| 1971   | Penske-White Racing  | McLaren M19A | Cosworth V8 | Goodyear  | 1           | 0               | n.c.       |
| 1974   | Yardley Team McLaren | McLaren M23  | Cosworth V8 | Goodyear  | 2           | 0               | n.c.       |

## Principales victoires Sport
(11 victoires IMSA GT)
- 1965: Guards Trophy, à Mallory Park, sur Lola T70;
- 1965: Daily Mirror Croft, sur Lola T70;
- 1966: Grand Prix de Rhodésie Sport, sur Ford GT40;
- 1966: 3 Heures de Roy Hesketh, sur Ford GT40;
- 1968: 1 000 kilomètres de Monza, sur Ford GT40 (avec Hawkins);
- 1968: 6 Heures du Nürburgring GT, sur BMW 2002;
- 1968: 9 Heures de Kyalami, sur Mirage M1 (avec Ickx; 3e en 1974);
- 1977: 100 miles de Sears Point, de Road Atlanta 2, et de Laguna Seca 2, sur BMW 320 (IMSA GT);
- 1978: 100 miles de Hallett et de Sears Point, sur BMW 320 (IMSA GT);
- 1979: 100 miles de Hallett, et 500 miles de Road America avec Derek Bell, sur BMW 320 (IMSA GT);
- 1980: 500 miles de Mid-Ohio avec Brian Redman, sur Lola T333 (IMSA GT);
- 1982: 500 miles Road America et 6 Heures Mid-Ohio avec Fitzpatrick, sur Porsche 935 (IMSA GT);
- 1983: 6 Heures de Riverside (IMSA GT), puis en Trans-Am 4 victoires, avec Summit Point, Sears Point, Road America, et Riverside;

(Nota Bene: deuxième des 6 Heures de Silverstone en 1981 avec Bell et O'Rourke, troisième des 1 000 kilomètres de Brands Hatch en 1982 avec Fitzpatrick et Wollek, et troisième des 10 000 kilomètres de Spa en 1983 avec Fitzpatrick)

## 24 Heures du Mans
| Année | Châssis             | Écurie                                    | Coéquipiers                          | Classement |
| ----- | ------------------- | ----------------------------------------- | ------------------------------------ | ---------- |
| 1962  | Lotus Elite         | Team Lotus Engineering                    | Frank Gardner                        | 8e         |
| 1963  | Lola GT Mk6         | Lola Cars Ltd                             | Richard Attwood                      | Abandon    |
| 1964  | Triumph Spitfire    | Standard Triumph                          | Rob Slotemaker                       | 21e        |
| 1965  | Triumph Spitfire    | Standard Triumph Ltd                      | Rob Slotemaker                       | Abandon    |
| 1966  | Ferrari Dino 206S   | Maranello Concessionnaire                 | Mike Salmon                          | Abandon    |
| 1967  | Lola T70 MkIII      | Lola Cars Ltd Team Surtees                | John Surtees                         | Abandon    |
| 1968  | Ford GT40           | John Wyer Automotive Engineering          | Paul Hawkins                         | Abandon    |
| 1969  | Ford GT40           | John Wyer Automotive Engineering          | Mike Hailwood                        | 3e         |
| 1970  | Porsche 917K        | John Wyer Automotive Engineering          | Mike Hailwood                        | Abandon    |
| 1971  | Ferrari 512 M/P     | Roger Penske - Kirk F. White              | Mark Donohue                         | Abandon    |
| 1972  | Matra Simca MS660 C | Équipe Matra Simca Shell                  | Jean-Pierre Jabouille                | Abandon    |
| 1979  | Ford M10            | Grand Touring Cars Inc. Ford Cons. France | Derek Bell Vern Schuppan             | Abandon    |
| 1980  | Ford M10            | Grand Touring Cars Inc. Ford Cons. France | Vern Schuppan Jean-Pierre Jaussaud   | Non classé |
| 1981  | BMW M1              | EMKA Productions - Michael Kane Racing    | Steve O'Rourke Eddie Jordan          | Abandon    |
| 1982  | Porsche 935         | John Fitzpatrick Racing                   | John Fitzpatrick                     | 4e         |
| 1983  | Porsche 956         | John Fitzpatrick Racing                   | John Fitzpatrick Dieter Quester      | Abandon    |
| 1984  | Porsche 956         | John Fitzpatrick Racing                   | Philippe Streiff Sarel van der Merwe | 3e         |
| 1985  | Porsche 956B        | John Fitzpatrick Racing                   | Guy Edwards Jo Gartner               | 4e         |
| 1987  | Porsche 962C        | Joest Racing                              | Sarel van der Merwe Chip Robinson    | Abandon    |
| 1988  | Porsche 962C        | Joest Racing                              | Didier Theys Franz Konrad            | 5e         |
| 1989  | Porsche 962C GTi    | Richard Lloyd Racing                      | Damon Hill Steven Andskär            | Abandon    |